# Trasmissione forzata
Trasmissione forzata è stato un programma televisivo italiano, trasmesso da Rai 3 nel 1988 per 8 puntate.

## Il programma
Il programma, segnò il ritorno in televisione di Fo e Rame, partecipò anche Enzo Jannacci.